# Puchar Ameryki Południowej w narciarstwie alpejskim mężczyzn 2017
Puchar Ameryki Południowej w narciarstwie alpejskim mężczyzn w sezonie 2017 zawody w narciarstwie alpejskim rozgrywane pod patronatem Międzynarodowej Federacji Narciarskiej (FIS) w lecie 2017 roku. Pierwsze zawody odbyły się 8 sierpnia w argentyńskim Chapelco, a ostatnie zostały rozegrane 21 września w chilijskim kurorcie El Colorado.
Triumfu w klasyfikacji generalnej z poprzedniego sezonu bronił Niemiec Josef Ferstl, tym razem najlepszy był Serb Marko Vukićević.

## Podium zawodów

### Indywidualnie
| Lp. | Data             | Miejscowość    | Konkurencja | 1. Miejsce          | 2. Miejsce                     | 3. Miejsce          |
| --- | ---------------- | -------------- | ----------- | ------------------- | ------------------------------ | ------------------- |
| 1.  | 8 sierpnia 2017  | Cerro Catedral | Gigant      | Tomas Birkner       | Sebastiano Gastaldi            | Alexandre Coltier   |
| 2.  | 10 sierpnia 2017 | Cerro Catedral | Slalom      | Sebastiano Gastaldi | Cristian Javier Simari Birkner | Tomas Birkner       |
| 3.  | 2 września 2017  | El Colorado    | Gigant      | Rasmus Windingstad  | Dominik Schwaiger              | Miha Hrobat         |
| 4.  | 3 września 2017  | La Parva       | Slalom      | Martin Arene        | Ondřej Berndt                  | Natko Zrnčić-Dim    |
| 5.  | 5 września 2017  | La Parva       | Zjazd       | Brice Roger         | Thomas Dreßen                  | Klemen Kosi         |
| 6.  | 5 września 2017  | La Parva       | Zjazd       | Klemen Kosi         | Josef Ferstl                   | Brice Roger         |
| 7.  | 6 września 2017  | La Parva       | Supergigant | Thomas Dreßen       | Klemen Kosi                    | Guillermo Fayed     |
| 8.  | 11 września 2017 | Chapelco       | Gigant      | Sebastiano Gastaldi | Cristian Javier Simari Birkner | Tomas Birkner       |
| 9.  | 13 września 2017 | Cerro Catedral | Slalom      | Tomas Birkner       | Axel Esteve                    | Sebastiano Gastaldi |
| 10. | 14 września 2017 | Cerro Catedral | Gigant      | Zawody odwołane     | Zawody odwołane                | Zawody odwołane     |
| 11. | 18 września 2017 | El Colorado    | Kombinacja  | Rasmus Windingstad  | Miha Hrobat                    | Guglielmo Bosca     |
| 12. | 18 września 2017 | El Colorado    | Supergigant | Klemen Kosi         | Jack Gower                     | Guglielmo Bosca     |
| 13. | 20 września 2017 | El Colorado    | Supergigant | Jack Gower          | Marko Vukićević                | Bjørnar Neteland    |
| 14. | 20 września 2017 | El Colorado    | Zjazd       | Marko Vukićević     | Guglielmo Bosca                | Stian Saugestad     |
| 15. | 21 września 2017 | El Colorado    | Kombinacja  | Marko Vukićević     | Rasmus Windingstad             | Joan Verdú          |
| 16. | 21 września 2017 | El Colorado    | Zjazd       | Marko Vukićević     | Guglielmo Bosca                | Joan Verdú          |